# Exeter (New Hampshire)
Pour les articles homonymes, voir Exeter (homonymie).
La ville américaine d’Exeter est située dans le comté de Rockingham, dans l’État du New Hampshire. Elle se trouve dans la région vers la côte de l'Atlantique. Le recensement de 2010 a indiqué une population de 14 058 habitants. 

## Démographie
| Groupe            | Exeter | New Hampshire | États-Unis |
| ----------------- | ------ | ------------- | ---------- |
| Blancs            | 95,5   | 93,1          | 72,4       |
| Asiatiques        | 2,0    | 2,5           | 4,8        |
| Métis             | 1,6    | 1,6           | 2,9        |
| Afro-Américains   | 0,6    | 1,4           | 12,6       |
| Autres            | 0,2    | 1,0           | 6,4        |
| Amérindiens       | 0,1    | 0,2           | 0,9        |
| Total             | 100    | 100           | 100        |
|                   |        |               |            |
| Latino-Américains | 1,7    | 2,8           | 16,7       |

Selon l'American Community Survey, pour la période 2011-2015, 96,60 % de la population âgée de plus de 5 ans déclare parler anglais à la maison, alors que 1,42 % déclare parler le français, 0,68 % l'espagnol, 0,57 % l'allemand, 0,74 % une autre langue.

## Personnalités liées à la ville
Nés dans la ville
- Tabitha Gilman Tenney (1762-1837) romancière américaine
- Lewis Cass (1782-1866), Président pro tempore du Sénat, secrétaire d'État dans le cabinet de James Buchanan
- William Ladd (1778-1841), l'un des premiers militants anti-guerre américain et le premier président de l'American Peace Society (Société américaine pour la paix).
- John Irving (1942-), écrivain et scénariste.
- L’auteur Daniel Gerhard Brown, surnommé Dan Brown, y est né en 1964.
- Matty Cardarople (1983-), un acteur américain
- Adam Lanza (1992-2012), tueur de masse qui a commis la tuerie de l'école primaire Sandy Hook.

Autres
- La poétesse américaine Jean Donnelly y réside.

## Enseignement
La ville est connue pour la prestigieuse école secondaire Phillips Exeter Academy.